# Marsac-sur-Don
Pour les articles homonymes, voir Marsac et Don.
Marsac-sur-Don est une commune de l'Ouest de la France, située dans le département de la Loire-Atlantique, en région Pays de la Loire.

## Géographie

### Situation

Situation de la commune de Marsac-sur-Don dans le département de la Loire-Atlantique.

Marsac-sur-Don est située au nord du département de la Loire-Atlantique, à 26 km à l'ouest de Châteaubriant, à 43 km au nord de Nantes, à 54 km au nord-est de Saint-Nazaire et à 57 km au sud de Rennes. Les communes limitrophes sont Derval, Conquereuil, Guémené-Penfao, Le Gâvre (jonction ponctuelle), Vay, Nozay, Jans.
| Conquereuil    | Derval         | Jans  |
| Guémené-Penfao | Marsac-sur-Don | Nozay |
| Le Gâvre       | Vay            |       |

### Accès et transport
La commune est située non loin de la voie express Nantes-Rennes, et est traversée dans le sens nord-nord/est par la route départementale 124. Du bourg jusqu'au sud, c'est la D 44. Du bourg à l'ouest c'est la D 125. La ligne de car 310 (Nantes-Nozay-Derval) du réseau Aléop passe à Marsac-sur-Don.

### Hydrographie et géologie

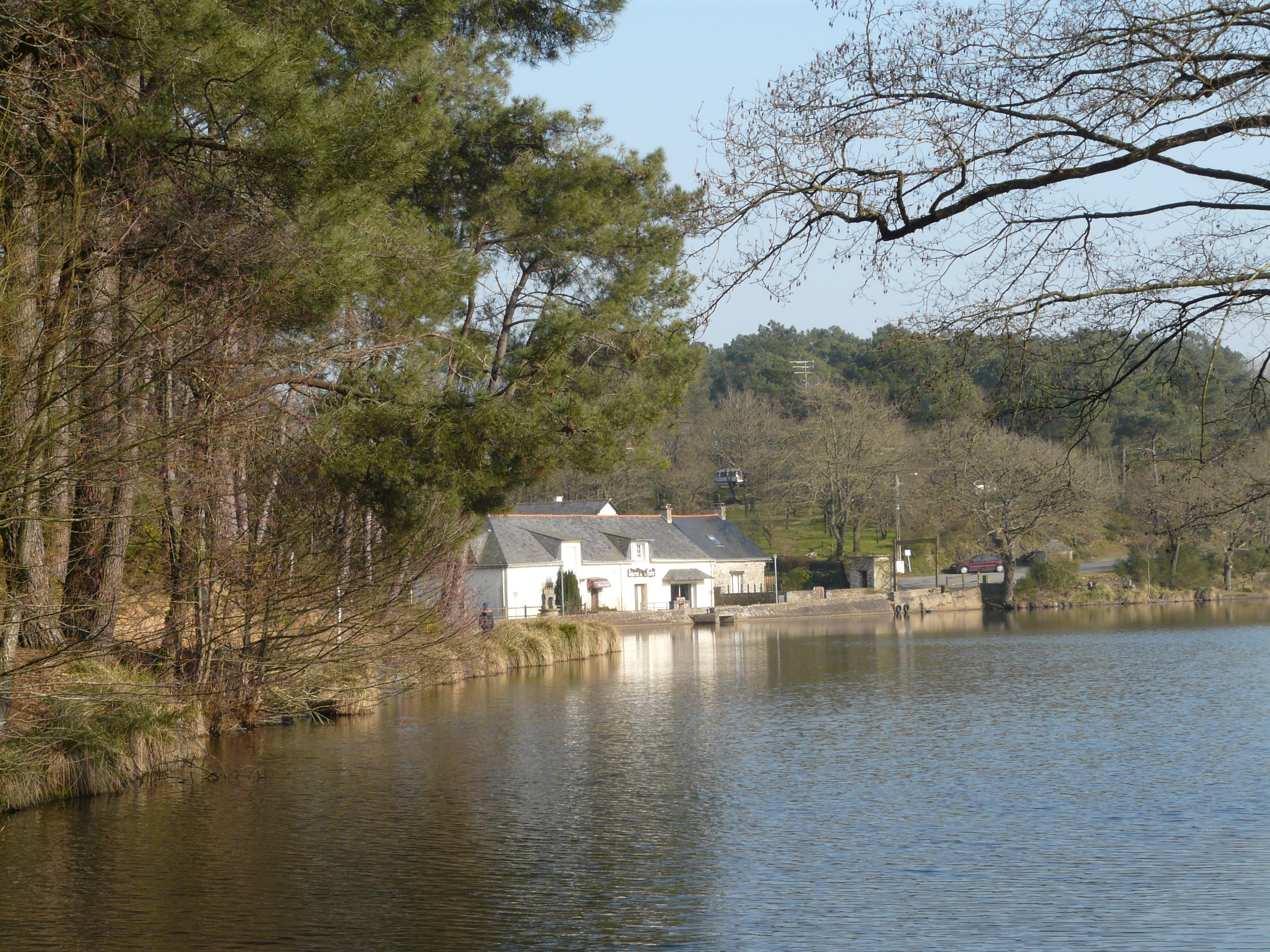
L'étang de la Roche

Le Don est le principal cours d'eau passant à Marsac-sur-Don. Cette rivière est un affluent de la Vilaine en rive gauche. On trouve un plan d'eau à l'ouest de la commune avec l'étang de la Roche et son ruisseau de la Roche qui rejoint ensuite le Don.
Marsac se situe à l'est du Massif armoricain. Une partie des sols sont schisteux, en témoigne l'ancienne exploitation des carrières de la commune. Le sol du bourg est constitué de phyllade grisâtre.

### Climat
Pour des articles plus généraux, voir Climat des Pays de la Loire et Climat de la Loire-Atlantique.
En 2010, le climat de la commune est de type climat océanique franc, selon une étude du CNRS s'appuyant sur une série de données couvrant la période 1971-2000. En 2020, Météo-France publie une typologie des climats de la France métropolitaine dans laquelle la commune est exposée à un climat océanique et est dans la région climatique  Bretagne orientale et méridionale, Pays nantais, Vendée, caractérisée par une faible pluviométrie en été et une bonne insolation. 
Pour la période 1971-2000, la température annuelle moyenne est de 11,8 °C, avec une amplitude thermique annuelle de 13,4 °C. Le cumul annuel moyen de précipitations est de 749 mm, avec 12,9 jours de précipitations en janvier et 6,1 jours en juillet. Pour la période 1991-2020, la température moyenne annuelle observée sur la station météorologique de Météo-France la plus proche, sur la commune de Blain à 15 km à vol d'oiseau, est de 12,1 °C et le cumul annuel moyen de précipitations est de 837,6 mm,. Pour l'avenir, les paramètres climatiques de la commune estimés pour 2050 selon différents scénarios d'émission de gaz à effet de serre sont consultables sur un site dédié publié par Météo-France en novembre 2022.

## Urbanisme

### Typologie
Au 1er janvier 2024, Marsac-sur-Don est catégorisée commune rurale à habitat dispersé, selon la nouvelle grille communale de densité à sept niveaux définie par l'Insee en 2022.
Elle est située hors unité urbaine. Par ailleurs la commune fait partie de l'aire d'attraction de Nantes, dont elle est une commune de la couronne,. Cette aire, qui regroupe 116 communes, est catégorisée dans les aires de 700 000 habitants ou plus (hors Paris),.

### Occupation des sols
L'occupation des sols de la commune, telle qu'elle ressort de la base de données européenne d’occupation biophysique des sols Corine Land Cover (CLC), est marquée par l'importance des territoires agricoles (94,2 % en 2018), en diminution par rapport à 1990 (96,1 %). La répartition détaillée en 2018 est la suivante : 
terres arables (54,4 %), zones agricoles hétérogènes (33,5 %), prairies (6,4 %), zones urbanisées (3,2 %), espaces verts artificialisés, non agricoles (2,3 %), forêts (0,3 %). L'évolution de l’occupation des sols de la commune et de ses infrastructures peut être observée sur les différentes représentations cartographiques du territoire : la carte de Cassini (XVIIIe siècle), la carte d'état-major (1820-1866) et les cartes ou photos aériennes de l'IGN pour la période actuelle (1950 à aujourd'hui).

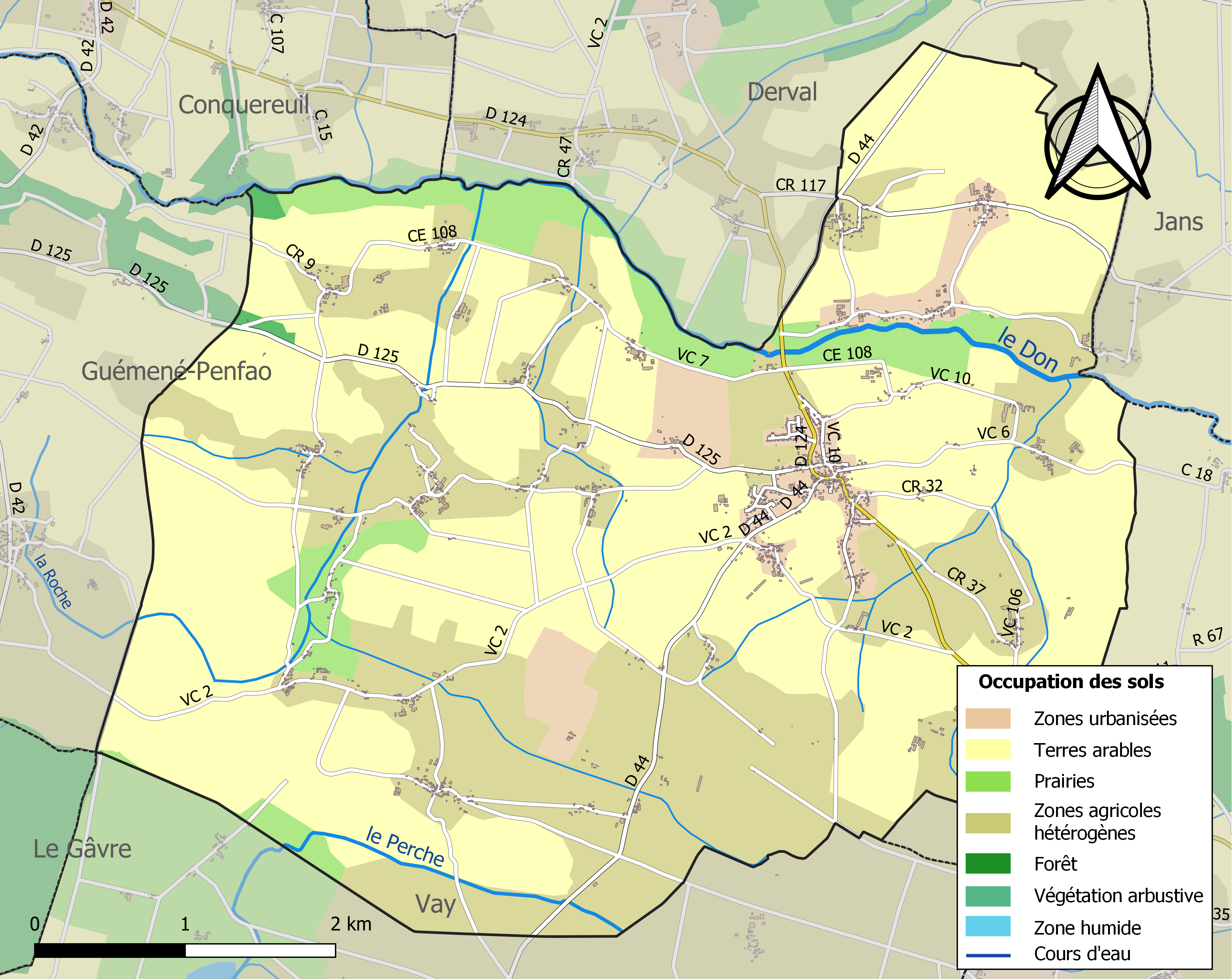
Carte des infrastructures et de l'occupation des sols de la commune en 2018 (CLC).

## Toponymie
Le nom de la localité est attesté sous les formes Martiacum au VIe siècle, Marczac en 888, Marciaco en 1062, Marzac en 1108, Marczac en 1425.
Il s'agit d'un type toponymique gallo-romain en -(i)acum, suffixe gaulois localisant à l'origine, puis indiquant la propriété. Il est précédé, comme dans la plupart des cas, d'un anthroponyme. Dans ce cas, il s'agit soit de Marcus, de Marcius ou de Martius, noms de personnes latins en vogue dans la Gaule romaine.

Le déterminant complémentaire sur-Don se réfère à la rivière le Don qui traverse la commune.
Marsac-sur-Don possède un nom en gallo, la langue d'oïl locale : Marsa selon l'écriture ABCD, ou Marça selon l'écriture MOGA. En gallo, le nom de la commune se prononce [maʁsa].
La forme bretonne actuelle proposée par l'Office public de la langue bretonne est Marzheg.
Remarque : l'évolution du suffixe -acum > -ac dans le domaine d'oïl en Bretagne est l'indice que la langue bretonne a été parlée dans les environs. Homonymie avec les très nombreux Maizey, Marçais, Marçay, Marcé, Marcy de langue d'oïl et les Marsac, Marciac, Marsat de langue d'oc.

## Histoire

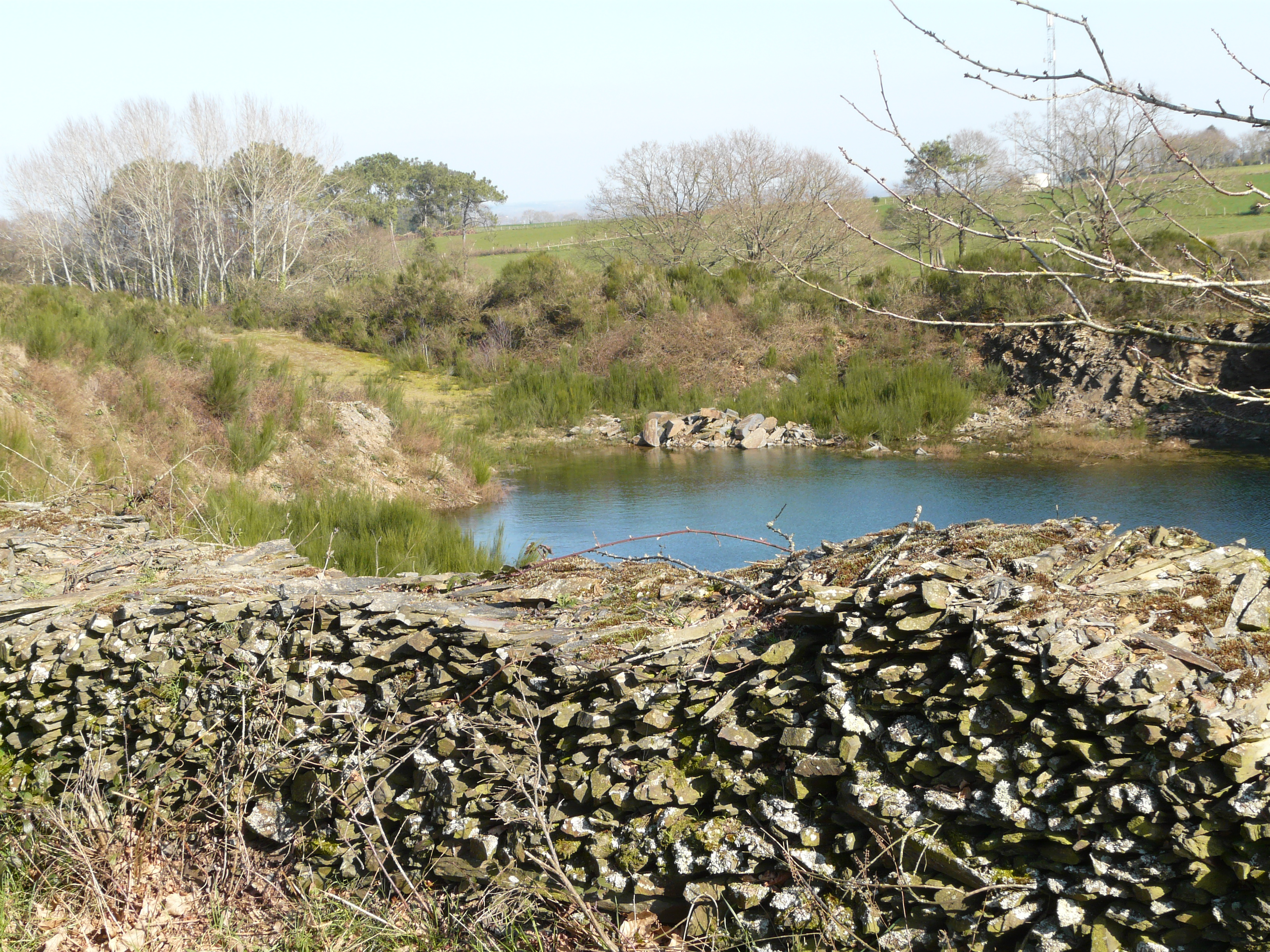
Utilisation du schiste en baguette dans une carrière de Marsac-sur-Don

On a retrouvé des outils attestant une présence humaine sur le territoire de la commune, datant probablement des IIe – IIIe siècles av. J.-C.[réf. souhaitée].  
Après la conquête de la Gaule par Jules César, le village devient le siège du domaine d'un préfet romain, Marcius[réf. nécessaire], d'où vient le nom de la localité. On prétend[Qui ?] que saint Martin de Tours serait passé à Marsac au IVe siècle et y aurait fondé un monastère. Mais on ne retrouve aujourd'hui aucune trace de cet édifice. Ce serait le début de l'évangélisation de la région.
La voie romaine de Blain vers Rennes traverse le Don au lieu-dit Grand Pont Veix en Conquereuil. Son tracé, encore bien visible au XIXe siècle, sert de limite communale avec Guéméné-Penfao.
Le territoire passe sous le contrôle des Bretons durant le haut Moyen Âge (d'où la préservation d'un nom en -ac). En 851, le chef breton Erispoë, maître de l'ouest de la péninsule armoricaine, conquiert Nantes et Rennes et instaure le royaume de Bretagne (851-939 ; par la suite, duché de Bretagne).
En 888, un prieuré est fondé dans la paroisse sous l'impulsion d'Alain le Grand, roi de Bretagne. Ce prieuré tient une grande part dans l'organisation de la vie locale, la tradition bretonne favorisant le clergé régulier plutôt que le clergé séculier. 
Du XVIIIe au XXe siècle, des carrières de pierre de schiste sont exploitées. Elles sont principalement extraites pour servir à la maçonnerie et fabriquer des poteaux de vigne et des parcs à huitres.

## Politique et administration

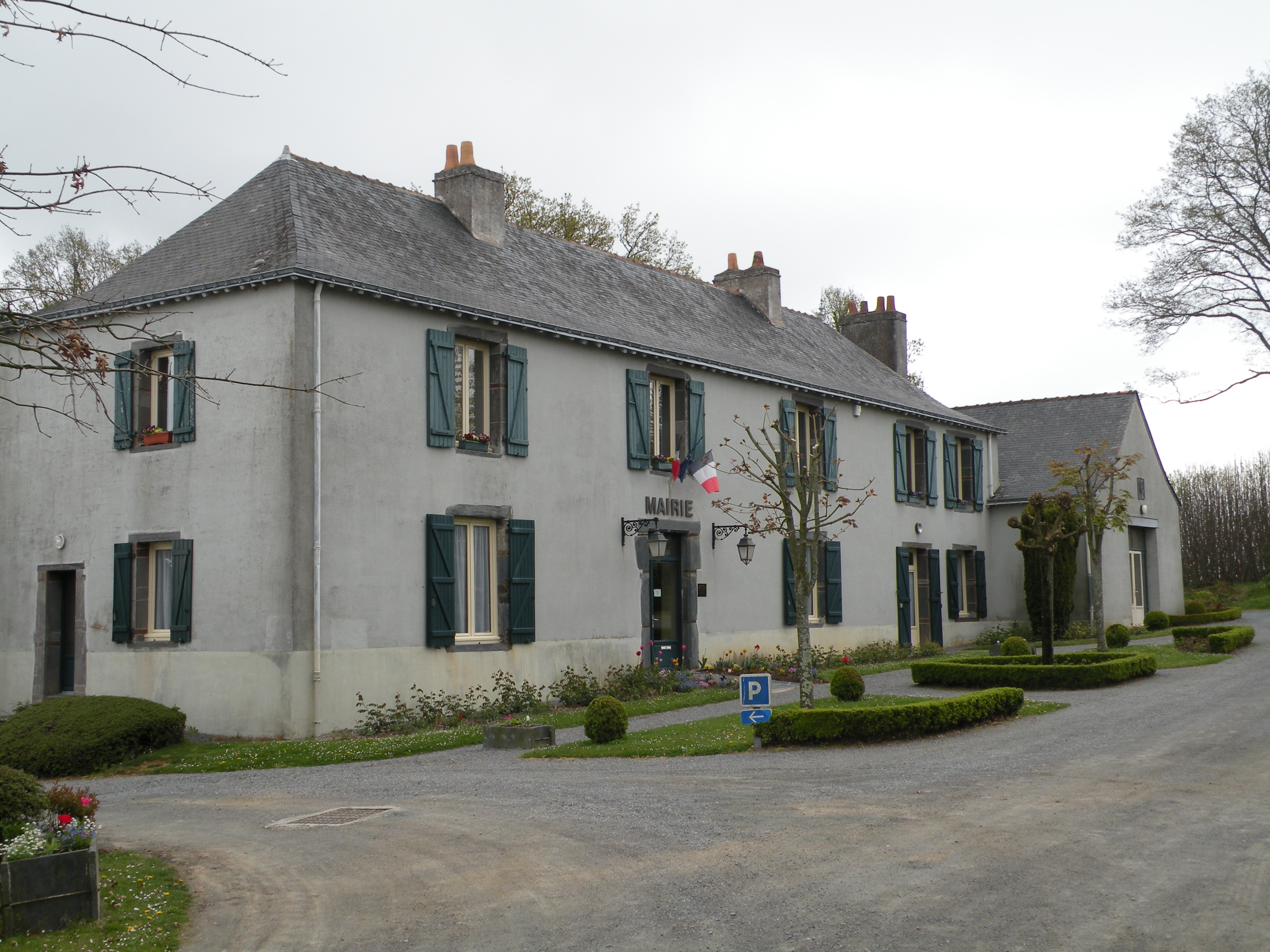
La mairie.

Marsac-sur-Don est située dans le canton de Guémené-Penfao, arrondissement de Châteaubriant, dans le département de la Loire-Atlantique (région Pays de la Loire). Comme pour toutes les communes françaises comptant entre 500 et 1 500 habitants, le Conseil municipal est constitué de quinze membres en 2011.

### Liste des maires
| Période                                  | Période           | Identité             | Étiquette | Qualité |
| ---------------------------------------- | ----------------- | -------------------- | --------- | --- |
| Les données manquantes sont à compléter. |                   |                      |           | |
| 1900                                     | août 1934 (décès) | Julien Marie Bardoul | URD       | Avocat Conseiller général de Guémené-Penfao (1911 → 1934)                                                                                           |
| 1934                                     | mars 1977         | Emerand Bardoul      | URD-FR    | Ancien conseiller référendaire à la Cour des Comptes Député de la Loire-Inférieure (1936 → 1942) Conseiller général de Guémené-Penfao (1934 → 1940) |
| mars 1977                                | juin 1995         | Claude Leray         | DVD       | Directeur d'entreprise |
| juin 1995                                | mars 2008         | Michel Houllier      | DVD       | Directeur commercial retraité Président de la CC du secteur de Derval (2001 → 2008)                                                                 |
| mars 2008                                | mai 2020          | Alain Duval          | DVD       | Cadre commercial retraité |
| mai 2020                                 | En cours          | Hervé de Trogoff     |           | Dirigeant d’entreprise retraité |

### Intercommunalité
Marsac-sur-Don est membre de la communauté de communes du secteur de Derval, qui est constituée de sept communes regroupées autour de Derval.

## Population et société

### Démographie
Selon le classement établi par l'Insee, Marsac-sur-Don fait partie de l'aire urbaine et de la zone d'emploi de Nantes et du bassin de vie de Nozay. Elle n'est intégrée dans aucune unité urbaine. Toujours selon l'Insee, en 2010, la répartition de la population sur le territoire de la commune était considérée comme « peu dense » : 90 % des habitants résidaient dans des zones « peu denses »  et 10 % dans des zones « très peu denses ».

#### Évolution démographique
L'évolution du nombre d'habitants est connue à travers les recensements de la population effectués dans la commune depuis 1793. Pour les communes de moins de 10 000 habitants, une enquête de recensement portant sur toute la population est réalisée tous les cinq ans, les populations de référence des années intermédiaires étant quant à elles estimées par interpolation ou extrapolation. Pour la commune, le premier recensement exhaustif entrant dans le cadre du nouveau dispositif a été réalisé en 2006.

En 2022, la commune comptait 1 529 habitants, en évolution de +2 % par rapport à 2016 (Loire-Atlantique : +6,68 %, France hors Mayotte : +2,11 %).
| 1793  | 1800 | 1806 | 1821  | 1831 | 1836  | 1841  | 1846  | 1851  |
| ----- | ---- | ---- | ----- | ---- | ----- | ----- | ----- | ----- |
| 1 135 | 959  | 993  | 1 181 | 795  | 1 254 | 1 283 | 1 333 | 1 404 |

| 1856  | 1861  | 1866  | 1872  | 1876  | 1881  | 1886  | 1891  | 1896  |
| ----- | ----- | ----- | ----- | ----- | ----- | ----- | ----- | ----- |
| 1 371 | 1 502 | 1 553 | 1 631 | 1 691 | 1 689 | 1 707 | 1 702 | 1 713 |

| 1901  | 1906  | 1911  | 1921  | 1926  | 1931  | 1936  | 1946  | 1954  |
| ----- | ----- | ----- | ----- | ----- | ----- | ----- | ----- | ----- |
| 1 723 | 1 769 | 1 722 | 1 541 | 1 488 | 1 469 | 1 453 | 1 344 | 1 333 |

| 1962  | 1968  | 1975  | 1982  | 1990  | 1999  | 2006  | 2011  | 2016  |
| ----- | ----- | ----- | ----- | ----- | ----- | ----- | ----- | ----- |
| 1 293 | 1 227 | 1 166 | 1 197 | 1 192 | 1 200 | 1 327 | 1 477 | 1 499 |

| 2021  | 2022  | - | - | - | - | - | - | - |
| ----- | ----- | - | - | - | - | - | - | - |
| 1 526 | 1 529 | - | - | - | - | - | - | - |

#### Pyramide des âges
La population de la commune est relativement jeune.
En 2018, le taux de personnes d'un âge inférieur à 30 ans s'élève à 38,1 %, soit au-dessus de la moyenne départementale (37,3 %). À l'inverse, le taux de personnes d'âge supérieur à 60 ans est de 20,8 % la même année, alors qu'il est de 23,8 % au niveau départemental.
En 2018, la commune comptait 761 hommes pour 754 femmes, soit un taux de 50,23 % d'hommes, légèrement supérieur au taux départemental (48,58 %).
Les pyramides des âges de la commune et du département s'établissent comme suit.
| Hommes | Classe d’âge | Femmes |
| ------ | ------------ | ------ |
| 0,5    | 90 ou +      | 0,5    |
| 5,8    | 75-89 ans    | 8,8    |
| 13,8   | 60-74 ans    | 12,2   |
| 20,3   | 45-59 ans    | 17,4   |
| 21,1   | 30-44 ans    | 23,2   |
| 14,6   | 15-29 ans    | 14,6   |
| 23,8   | 0-14 ans     | 23,2   |

| Hommes | Classe d’âge | Femmes |
| ------ | ------------ | ------ |
| 0,6    | 90 ou +      | 1,8    |
| 6      | 75-89 ans    | 8,6    |
| 15,1   | 60-74 ans    | 16,4   |
| 19,4   | 45-59 ans    | 18,8   |
| 20,1   | 30-44 ans    | 19,3   |
| 19,2   | 15-29 ans    | 17,4   |
| 19,5   | 0-14 ans     | 17,6   |

## Économie
L’agriculture est la composante principale de la vie économique. On compte 48 exploitations sur la commune en 2000. L'activité agricole principale est l'élevage de bovins pour la production laitière. Le reste de l'activité est principalement lié à l'artisanat et les commerces de proximité.

## Vie locale

### Équipements
La commune dispose de plusieurs équipements communaux. On compte notamment deux salles polyvalentes. Pour la pratique du sport, on trouve des terrains de tennis, basket, handball et football. Pour la culture, il y a la bibliothèque « Mille et une pages ».
Côté santé, la commune dispose d'un médecin et d'une pharmacie.

### Enseignement
Un service de halte garderie est disponible à Marsac-sur-Don. Pour l'éducation, la commune fait partie de l'académie de Nantes. La commune dispose d'une école publique et d'une école privée, l'école Saint-Léger, pour l'enseignement élémentaire. Ensuite, les élèves vont soit au collège public de secteur « Jean-Mermoz » à Nozay ou au collège privé « Saint-Joseph » dans la même commune.

### Écologie et recyclage
La Communauté de communes du secteur de Derval gère la collecte de la commune. Il y a une collecte hebdomadaire des ordures ménagères et une collecte des ordures issues du tri sélectif toutes les deux semaines. La déchèterie dont dépend la commune se situe dans la commune même.

### Médias
La presse écrite locale est principalement dominée par le Groupe SIPA - Ouest-France et ses éditions de Ouest-France et Presse-Océan.
Deux chaînes de télévision locales se partageant un canal émettent sur la région nantaise : TéléNantes et Nantes 7. Pour les informations locales, la chaîne France 3 émet un décrochage local avec  France 3 Ouest Estuaire.

## Lieux et monuments

### Patrimoine religieux
L'église Saint-Martin, construite en style néo-gothique dans le dernier quart du XIXe siècle, remplace une église du XIe siècle devenue exiguë. Son clocher date seulement de 1931.
La croix des Quatre Contrées a été mise en place en 1850 au point de rencontre des territoires des communes de Guémené-Penfao, Marsac-sur-Don, Vay et Le Gâvre, à l'extrémité nord-est de la forêt du Gâvre. Sur la face du socle en direction de Marsac-sur-Don est inscrit le nom « MARSAC ».

### Patrimoine civil
On trouve plusieurs petits châteaux sur le territoire de la commune :
- Le château de la Riallais, construit vers 1425, présente une partie reconstruite au début du XXe siècle de style baroque. Ancienne propriété des familles Leroux et Bardoul.
- Le château de la Herbretais date de la fin du XVe et du début du XVIe siècle. Ancienne propriété des familles Moraud du Déron et Guerrif de Launay.
- Le manoir du Martray est de style Renaissance.
- Le manoir de Tréveleux ou Treveleuc.

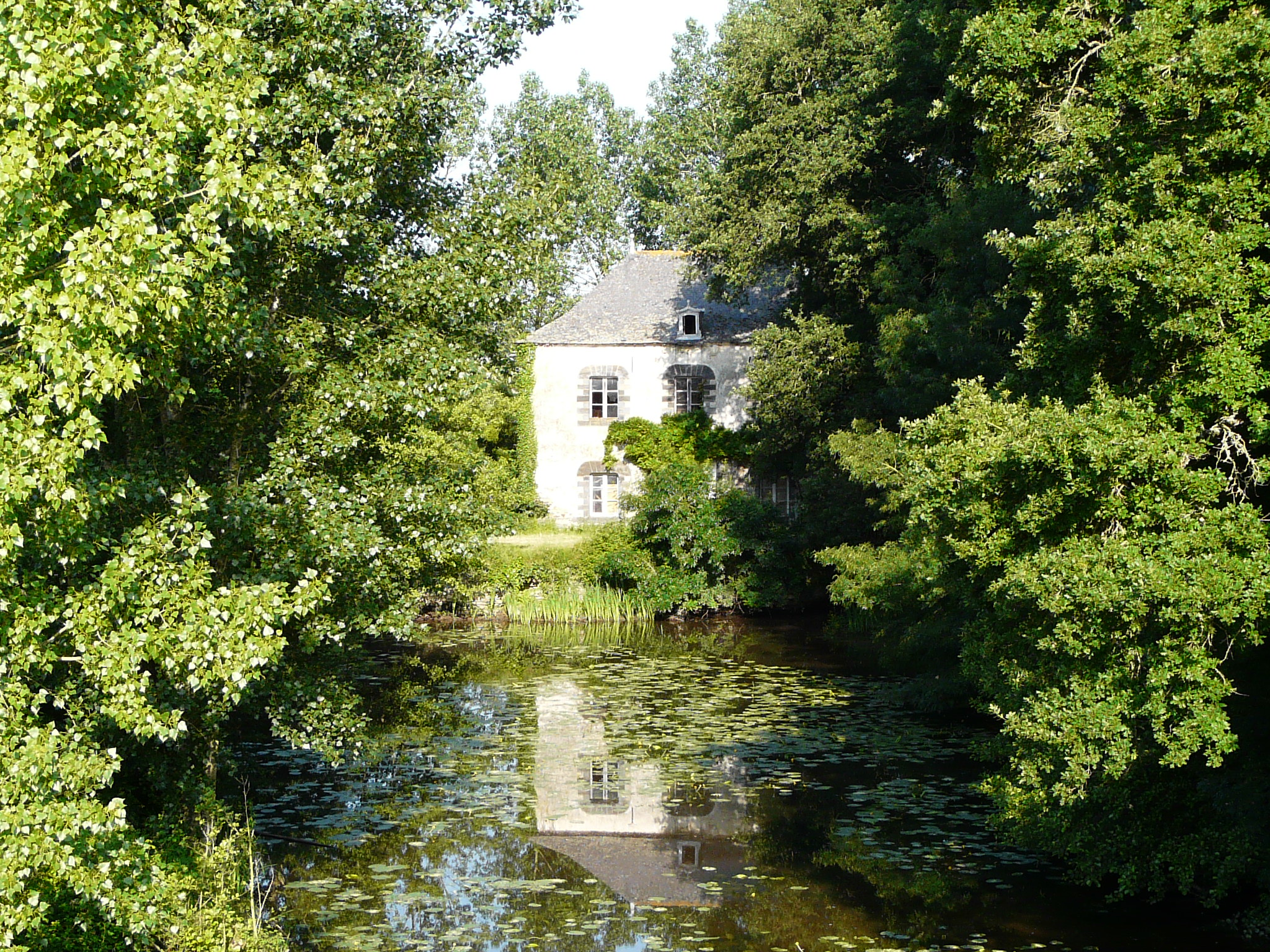
Le Moulin du Don

Les rives du Don accueillaient autrefois plusieurs moulins, notamment le « moulin du Don » datant du XIXe siècle.
Les communes de Marsac et de Guémené-Penfao sont séparées, depuis la croix des Quatre Contrées jusqu'au lieudit Pont-Veix (commune de Conquereuil) sur le Don, par une petite route (venant du Gâvre) puis un chemin de terre, dénommés « voie romaine » par la littérature touristique (il s'agit d'une très ancienne voie qui reliait Blain à Rennes, utilisée jusqu'à l'Époque moderne).

## Personnalités liées à la commune
- Emerand Bardoul (1892, Nantes - 1980, Marsac-sur-Don), un homme politique et parlementaire français de 1936 à 1940.

## Héraldique
| Blason de Marsac-sur-Don | Blason  | De gueules à la divise ployée d'hermine, surmontée d'une crosse et d'un glaive croisés en sautoir et soutenue d'une pomme feuillée, le tout d'or. DeviseBonheur est don. |
| Blason de Marsac-sur-Don | Détails | La divise évoque le Don qui enserre la commune. L'hermine évoque le blasonnement d'hermine plain de la Bretagne, rappelant l'appartenance passée de la ville au duché de Bretagne. La crosse et le glaive sont ceux de saint Léger, patron de la paroisse ; quant à la pomme, on trouve encore cette variété très ancienne, la « Chaillou ». Blason conçu par l'héraldiste Michel Pressensé (délibération municipale du 1er octobre 1980), enregistré le 3 octobre 1980. |